# Taranus
Taranus es un grupo musical de folk metal español que canta principalmente en asturiano y ocasionalmente en bretón e italiano.

## Historia
Aunque la formación actual data de 2009, Taranus nace de las ideas de Xesús Nel y Antonio Carballo, así como de antiguos miembros del grupo en el año 1994, empeñados en hacer fusión entre la música de Llan de Cubel y Manowar, un proyecto ambicioso para un grupo joven en ese entonces.
Después de participar en varias formaciones de todo tipo musical (La Gueta La Runa, Xana Escura, Lloreu, The Crying Hounds, Amuesa Folk, Oi! N'Ast, etc). Xesús Nel y Antonio Carballo deciden refundar la idea original quince años después. Pero la realidad asturiana golpea de nuevo al grupo, ya que varios de los miembros originales, aunque en activo en la música, habían dejado el Principado y no pudieron participar de este nuevo comienzo.
Las bajas se cubren con sangre nueva, Diego Martino (ex-Agonía) y Pindy (ex-Brenga Astur).
Empieza una nueva etapa en Taranus como grupo de dark folk pero con el tiempo la banda va haciendo un sonido más fuerte y cañero y se integra al grupo el baterista, José Manuel Bernabeu.
Con la nueva formación se componen canciones con letras influenciadas por grupos tan diversos como My Dying Bride, Sick Of It All o In Extremo, pero en asturiano.
La música de Taranus viaja a Galicia, Burgos y gran parte de Asturias, participando en varios festivales de Rock, Folk o reivindicaciones sociales.
En el año 2010 Taranus gana el premio al grupo más original en el concurso del “AHA”.
Durante el verano de 2011, empieza una nueva etapa para Taranus con la incorporación de la soprano Susana Mortem. Durante ese mismo verano Taranus acoge 400 espectadores durante uno de sus conciertos en el ciclo de “los conciertos del Palacio” en Gijón.
En mayo del 2012, ganan el premio a la calidad musical en la décima edición del concurso “AHA”.
En diciembre de 2012, publican su primer disco con la discográfica Santo Grial, grabado en los estudios Bunker de Llanera. En este primer disco homónimo se cuenta con las colaboraciones de Ramón Lage y Alberto Rionda de Avalanch.
Durante el año 2012 también participan en la banda sonora del documental "Los colores del viento" quedando finalistas en los Premios_AMAS 2013 a la mejor banda sonora de un documental.
En febrero de 2013 son seleccionados junto a ACD, Aire, Fala Non Caduca, y La Tarrancha, para la final del premio al "Meyor cantar n'asturianu 2013", que otorga un puesto al festival de lenguas minorazadas Liet Internacional. En la gala celebrada el 1 de marzo en el teatro de la Universidad Laboral de Gijón se proclaman vencedores con el tema "Ensín ti".
Durante el año 2013 realizan la gira del "Premiu al mayor cantar" por diversos lugares de Asturias llegando a tocar en el festival interceticu de Lorien
En el año 2014 realizan el concierto fin de gira en el teatro Riera de Villaviciosa con un lleno absoluto y se preparan para la grabación de su segundo disco, lanzando en diciembre el sencillo "Ánima" a través de iTunes.
Durante el año 2015 se dedican a la grabación de este segundo disco que saldrá en 2016. Participan en diversos festivales de folk y heavy metal.
En el año 2016 Taranus sigue realizando conciertos por toda la geografía asturiana, destacando los realizados en el Festival Arcu Atlanticu, en la Plaza Mayor de Gijón en el Festival de la Sidra (siendo el primer grupo en tocar en este festival) y sobre todo la presentación del disco "Anima" en el teatro de la Laboral contando para ello con la sección de cuerdas de la Orquesta filarmónica de Asturias (OFA) y Xuacu Amueva.
En enero de 2017 sale al mercado el segundo disco de la banda, "Ánima", en el que recogen las versiones de los temas tradicionales que tocan en sus conciertos y que el público reclamaba su grabación. También aparece un tema nuevo que da nombre al disco y una versión del éxito "Ensín ti". Durante el resto del año realizan varios conciertos presentando el nuevo disco y empiezan a preparar el tercero.

## Trabajos editados
- 2009 - Participan con dos temas (Montesinos y Cuentos de terror) en el recopilatorio COMA 2009 junto con varios grupos noveles.
- 2010 - Participan en el recopilatorio en directo “Republicastur” junto con Boikot, Fe de Ratas, Skontra, Desakato y Sambre.
- 2012 - Publicación de su primer disco "Taranus".
- 2014 - Publicación en iTunes del sencillo "Ánima"
- 2017 - Publicación de su segundo disco "Ánima"

## Componentes actuales
- Antonio Carballo - Guitarra eléctrica, Guitarra acústica, Guitarra española, mandolina y Voz.
- Xesús Nel García “ChusMa” – Guitarra eléctrica, Flautas y Voz.
- Diego Díaz Martino “Super” - Bajo y Voz.
- Fran Álvarez - Gaita, Flautas y Low whistles
- Susana Mortem - Voz soprano
- Marco Álvarez - Batería.

## Componentes anteriores
- Fernando García - Guitarra acústica y Bajo.
- Juan Manuel López - Guitarra eléctrica y Voz.
- José Manuel Bernabeu - Batería.
- Fernando Díaz “Pindy” - Gaita y Low whistles